# Cantone di Gaillard
Il cantone di Gaillard è una divisione amministrativa dell'arrondissement di Saint-Julien-en-Genevois.
È stato costituito a seguito della riforma approvata con decreto del 13 febbraio 2014, che ha avuto attuazione dopo le elezioni dipartimentali del 2015.

## Composizione
Comprende i 10 comuni di:
- Arthaz-Pont-Notre-Dame
- Bonne
- Cranves-Sales
- Étrembières
- Gaillard
- Juvigny
- Lucinges
- Machilly
- Saint-Cergues
- Vétraz-Monthoux